# The Massacre of Santa Fe Trail
The Massacre of Santa Fe Trail è un cortometraggio muto del 1912 diretto da Frank E. Montgomery.

## Produzione
Il film fu prodotto dalla Bison Motion Pictures. Venne girato al Providencia Ranch di Hollywood Hills (Los Angeles).

## Distribuzione
Distribuito dall'Universal Film Manufacturing Company, il film - un cortometraggio in due bobine - uscì nelle sale cinematografiche degli Stati Uniti il 21 settembre 1912. Il 28 dicembre 1912, fu distribuito nel Regno Unito dalla Invicta Film Company con il titolo On the Santa Fe Trail.